# 2016년 세계 스프린트 스피드스케이팅 선수권 대회
2016년 세계 스프린트 스피드 스케이팅 선수권 대회는 2월 27일에서 28일에 걸쳐 대한민국 서울 특별시 태릉 국제 스케이트장에서 열렸다.
틀:세계 스프린트 스피드 스케이팅 선수권 대회